# Eleição para o Senado federal pelo Arizona em 2010
A eleição para o senado do estado americano do Arizona em 2010 aconteceu no dia 2 de novembro de 2010, juntamente com outras eleições para o Senado dos Estados Unidos em outros estados, como as eleições para na Câmara dos Deputados e as eleições locais. As eleições primárias democratas e republicanas foram realizadas em 24 de agosto de 2010. O republicano John McCain foi reeleito para seu quinto mandato.

## Primária Democrata

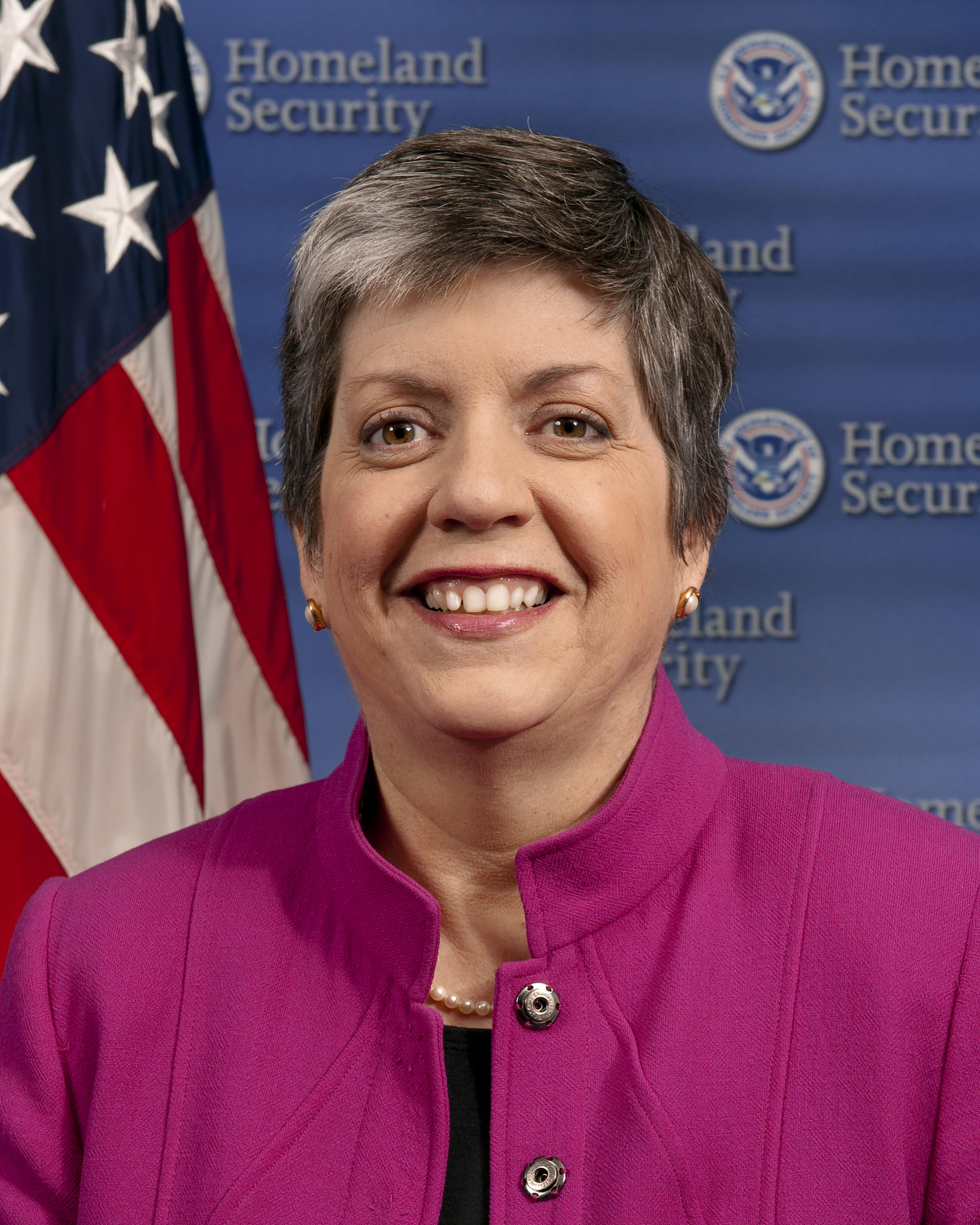
A ex-governadora Janet Napolitano

Muitos consideraram popular a ex-governadora democrata Janet Napolitano, uma possível desafiante democrata de McCain. Napolitano deixou o governo em 2010, e tinha discutido abertamente a possibilidade de concorrer para o Senado. No entanto, a 1 de dezembro de 2008, o presidente-eleito Barack Obama a nomeou para ser a secretária de Segurança Interna. Essa nomeação fez com que Napolitano desistisse da disputa.
Outros possíveis candidatos democratas eram o prefeito Phoenix Phil Gordon, a representante Gabrielle Giffords, e Terry Goddard, No entanto, Goddard tinha anunciado formalmente sua candidatura para a eleição a  governador do Arizona em 2010, e Phil Gordon estava concorrendo para a Câmara dos Representantes pelo 3 º distrito do Arizona.
| Primária Democrata | Primária Democrata | Primária Democrata | Primária Democrata | Primária Democrata | Primária Democrata |
| Partido            | Candidato          | Votos              | %                  |                    |                    |
| Democrata          | Rodney Glassman    | 86.881             | 34,7%              |                    |                    |
| Democrata          | Cathy Eden         | 66.421             | 26,5%              |                    |                    |
| Democrata          | John Dougherty     | 60.262             | 24,1%              |                    |                    |
| Democrata          | Randy Parraz       | 36.637             | 14,6%              |                    |                    |
| ------------------ | ------------------ | ------------------ | ------------------ | ------------------ | ------------------ |

## Primária Republicana

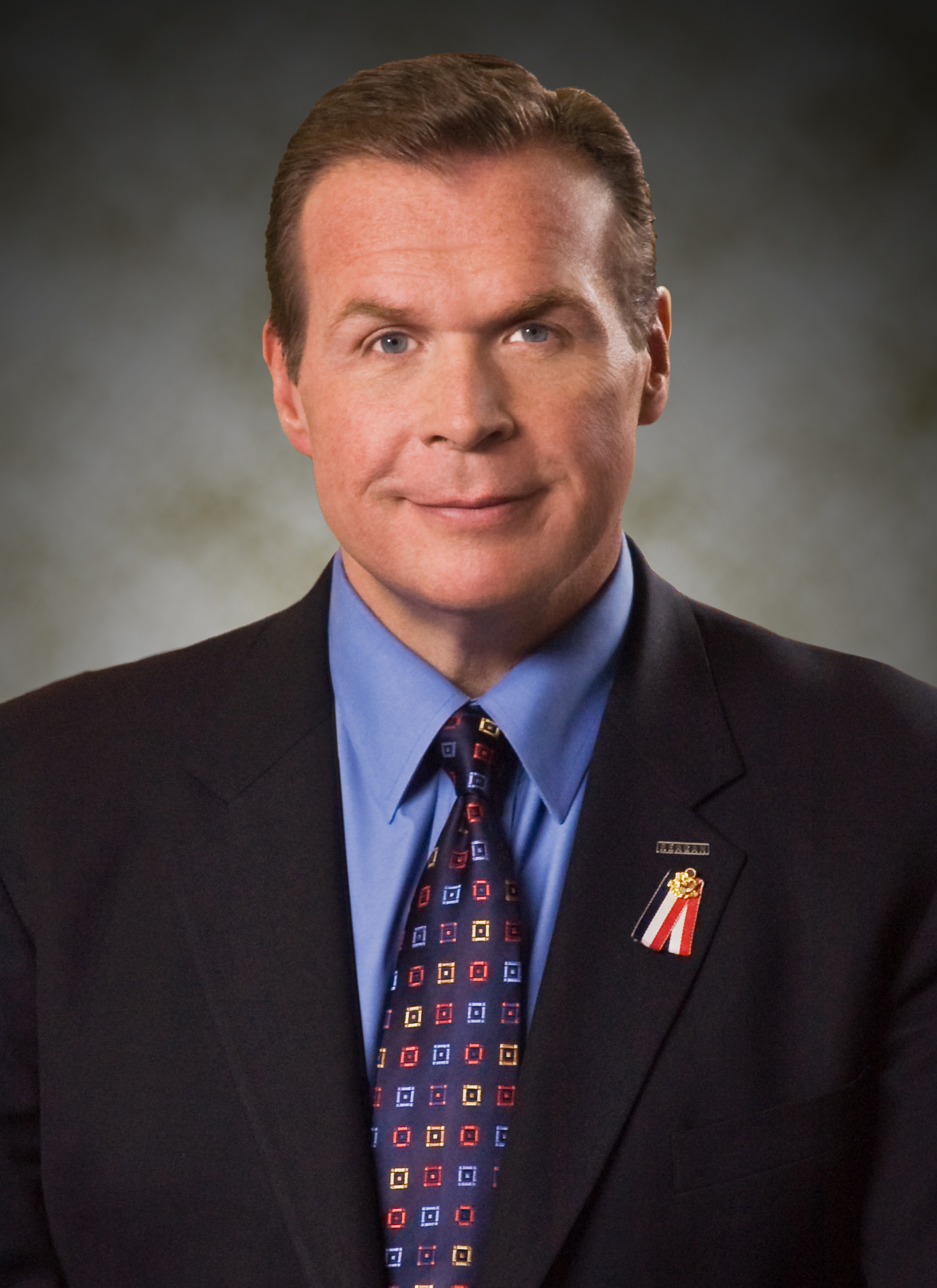
O ex-representante J.D. Hayworth

McCain candidatou-se para o quinto mandato consecutivo. Ele havia conquistado menos da metade dos votos do colégio eleitoral contra Barack Obama na eleição presidencial de 2008, e  venceu a disputa presidencial no Arizona por 8,2 pontos percentuais de vantagem. O candidato mais mencionado como um possível desafiante primário foi o e ex-congressista JD Hayworth. Hayworth tinha sido aliado a McCain na disputa presidencial de 2008, mas os dois divergiam ideologicamente pouco tempo depois. No entanto, a forte oposição de McCain ao pacote de estímulo econômico de 2009 aqueceu alguns conservadores e fez um desafio primário menos provável. Hayworth lançou oficialmente sua candidatura em 15 de fevereiro de 2010, em Phoenix.

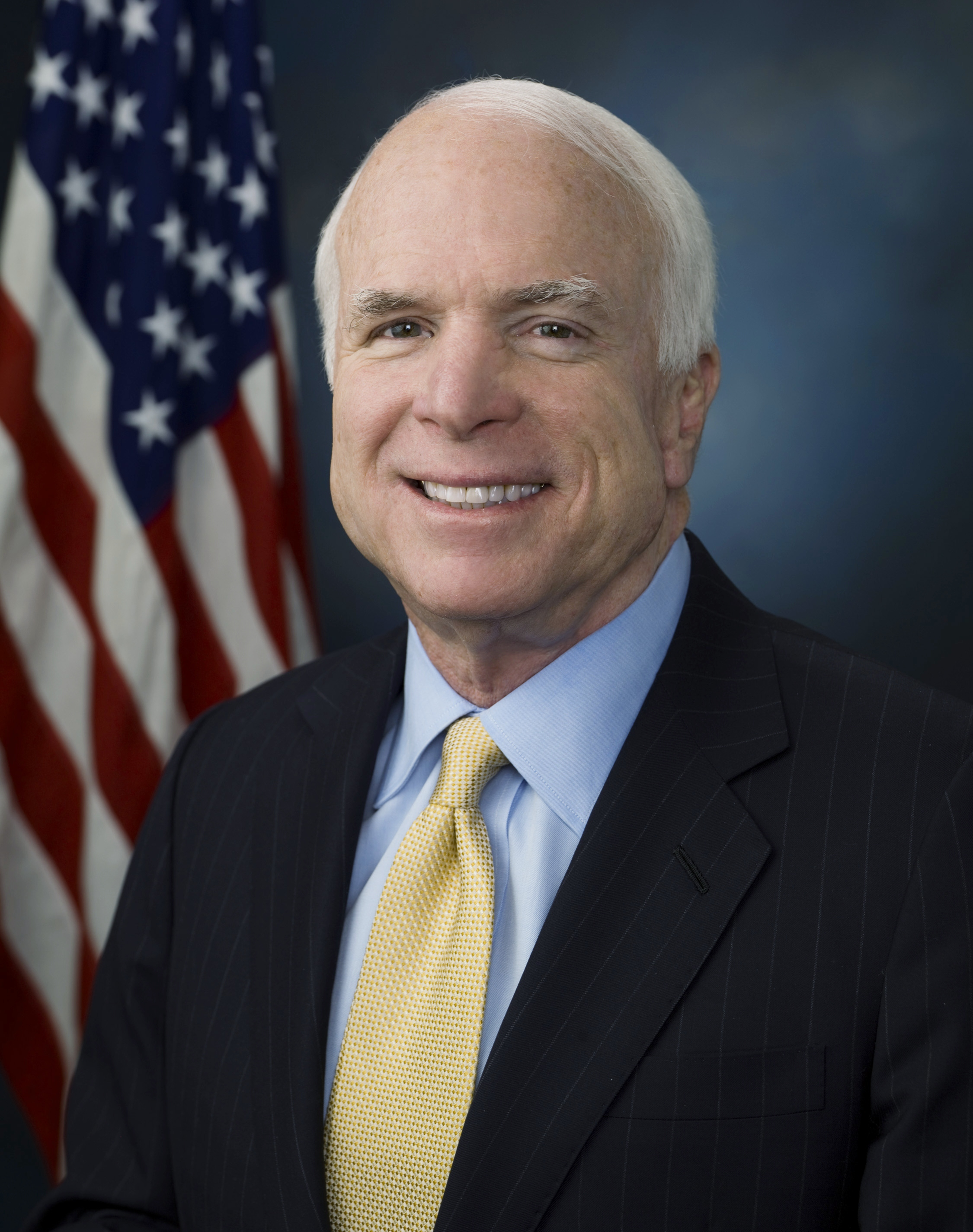
O senador republicano John McCain

| Primária Republicana | Primária Republicana | Primária Republicana | Primária Republicana | Primária Republicana | Primária Republicana |
| Partido              | Candidato            | Votos                | %                    |                      |                      |
| Republicano          | John McCain          | 284.374              | 56,2%                |                      |                      |
| Republicano          | J.D. Hayworth        | 162.502              | 32,1%                |                      |                      |
| Republicano          | Jim Deakin           | 59.447               | 11,7%                |                      |                      |
| -------------------- | -------------------- | -------------------- | -------------------- | -------------------- | -------------------- |

## Eleição Geral

### Candidatos

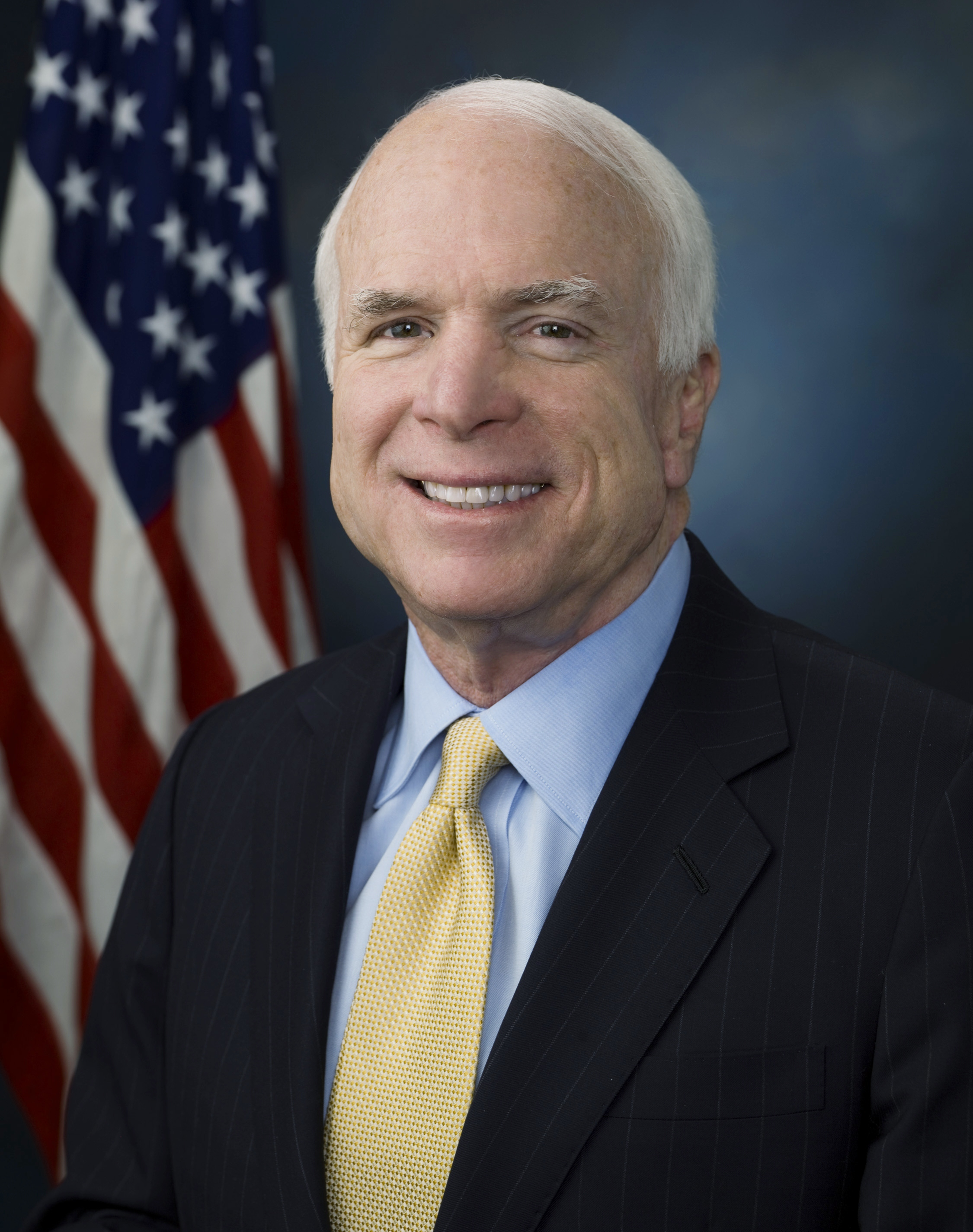
John McCain
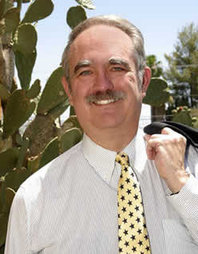
David Nolan

### Resultados
| Eleição para o senado do Arizona em 2010 | Eleição para o senado do Arizona em 2010 | Eleição para o senado do Arizona em 2010 | Eleição para o senado do Arizona em 2010 | Eleição para o senado do Arizona em 2010 | Eleição para o senado do Arizona em 2010 | Eleição para o senado do Arizona em 2010 |
| Partido                                  | Partido                                  | Candidato                                | Candidato                                | Votos                                    | %                                        | ±%                                       |
| ---------------------------------------- | ---------------------------------------- | ---------------------------------------- | ---------------------------------------- | ---------------------------------------- | ---------------------------------------- | ---------------------------------------- |
|                                          | Republicano                              |                                          | John McCain                              | 1.005.615                                | 59,07%                                   | -17,67%                                  |
|                                          | Democrata                                |                                          | Rodney Glassman                          | 592.011                                  | 34,78%                                   | +14,16%                                  |
|                                          | Libertário                               |                                          | David Nolan                              | 80.097                                   | 4,71%                                    | +2,06%                                   |
|                                          | Verde                                    |                                          | Jerry Joslyn                             | 24.603                                   | 1,45%                                    |                                          |
|                                          |                                          |                                          | Total                                    | 1.702.326                                |                                          |                                          |